# Impatiens lepida
Impatiens lepida är en balsaminväxtart som beskrevs av Joseph Dalton Hooker. Impatiens lepida ingår i släktet balsaminer, och familjen balsaminväxter. Inga underarter finns listade i Catalogue of Life.